# Medina spinulifera
Medina spinulifera là một loài ruồi trong họ Tachinidae.